# Americium(III)fluorid
Americium(III)fluorid eller americiumtrifluorid (AmF3) är en kemisk förening sammansatt av americium och fluor.